# Florimond Robertet

Blasone di Florimond Robertet

Florimond Robertet (1458 – Parigi, novembre 1527) è stato un funzionario francese e tesoriere di Francia.

## Biografia
È il più noto dei figli di Giovanni (1405-1492), quello la cui brillante carriera e la sua ricca esistenza fanno immagine durante il periodo rinascimentale.
Il primo di questa famiglia di ministri, da Carlo VIII a Enrico III, nacque sotto il regno di Luigi XI. Compì studi brillanti nelle discipline umanistiche a Lione e in diritto a Orléans; viaggiò molto, parlò fluentemente quattro lingue e il suo duro lavoro fu estremo. Suo padre lo introdusse fin dall'inizio in questo mondo intelligente, attivo e fortemente italianizzato, che ruotava intorno ai duchi di Borbone e, attraverso loro, con i re di Francia.
Fu consigliere della corte dei conti di Montbrison, quando Pierre de Beaujeu, conte di Forez e marito di Anna di Francia, lo consegna al re Carlo VIII, suo giovane cognato, che lo rende tesoriere di Francia e segretario delle finanze.
Nel XVII secolo, Antoine Fauvelet du Toc, compilando la sua storia dei segretari di Stato francesi, riconobbe Florimond Robertet come "il padre dei segretari di stato".

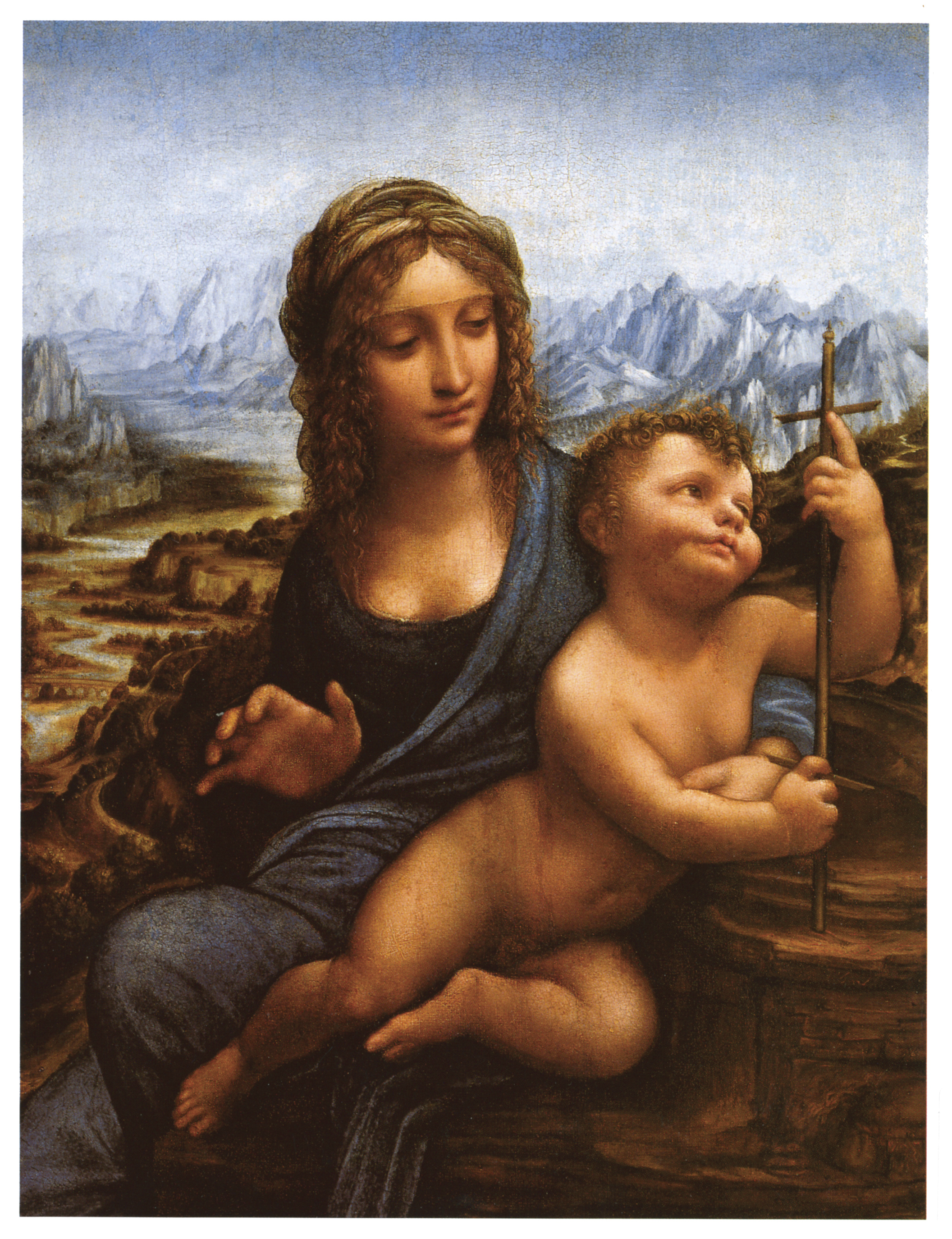
Leonardo da Vinci, Madonna dei Fusi (1501 circa), New York, collezione privata. Forse dipinta per Robertet.

Le sue qualità amministrative furono presto notate e quando Carlo VIII partì per la guerra d'Italia nel 1494, gli diede pesanti responsabilità. Infatti, fu incaricato di redigere spedizioni molto importanti, sia nella capitolazione di Napoli, sia nelle trattative con papa Alessandro VI. Fu presto annoverato tra gli "ufficiali del re", quindi tra "i segretari della camera"; nel 1495 divenne tesoriere di Francia. Il 9 marzo 1495 fu nominato cavaliere dell'Ordine di San Michele.
Prese parte ai colloqui seguiti alla campagna d'Italia, fece diversi viaggi e si diede alla diplomazia. Luigi XII gli affidò una serie di missioni, che svolse nel migliore dei modi e che, secondo la corrispondenza diplomatica, gli procurarono una grande quantità di denaro e ancora più doni. Il più notevole è il David in bronzo, commissionato a Firenze a Michelangelo nel 1502 e consegnato a Florimond nel 1508. Lo installerà nel suo castello di Bury.
Il ruolo ricoperto di segretario e tesoriere del re fece crescere la sua importanza. Egli consigliò alcune misure finanziarie che si sarebbero dimostrate efficaci (riuscì a dimezzare le tasse!) e nel 1505 divenne membro del consiglio di reggenza, tra i più alti dignitari del regno. È in questo momento che intraprese a Blois la costruzione di una residenza signorile, l'Hôtel d'Alluye, dove si trova tutta la grazia del Rinascimento francese.
Successivamente, acquisì la baronia di Brou a Perche-Gouët e quella di Bury-en-Blois e, infine, nel 1507 acquisì la terra Villemomble a Aymar de Prie, conte di Dammartin. È a Bury che iniziò con un architetto italiano (abbiamo motivo di pensare che Leonardo da Vinci, soggiornando ad Amboise, sia stato consultato su questo argomento), la costruzione di un castello molto caratteristico per quel tempo, che poteva essere paragonato solo a Chambord. Era più una dimora di piacere più che una fortezza, uno dei primi castelli di questo tipo sulle rive della Loira. Verso 1518 Florimond Robertet sostituì il vecchio palazzo feudale in Villemomble vicino a Parigi con un grande castello rinascimentale, di importanza tale da ricevere Francesco I. 

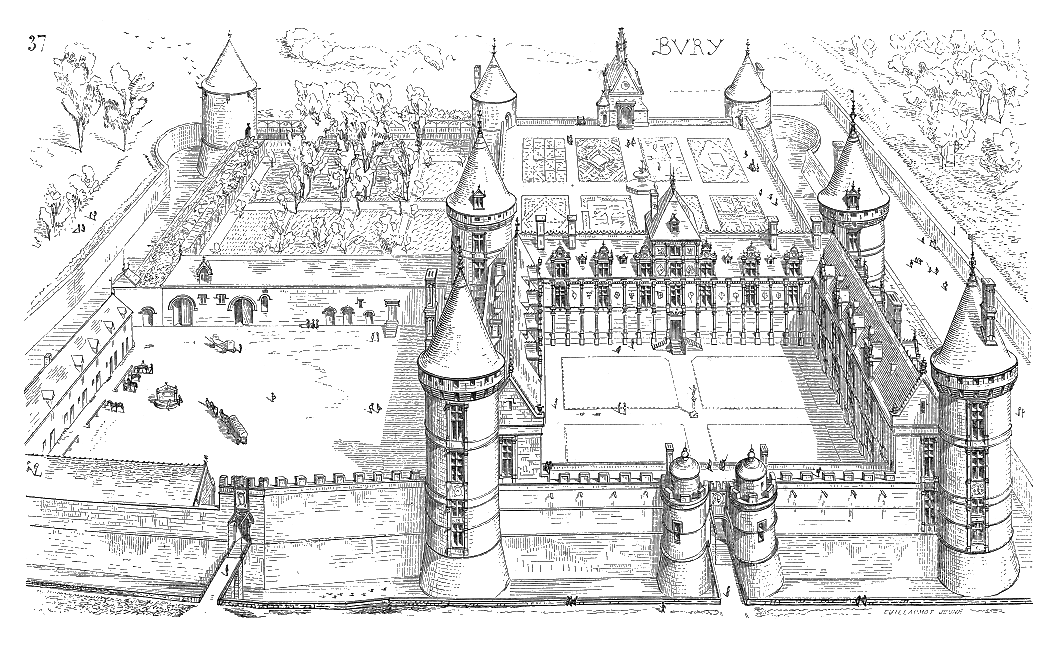
Château de Bury

L'avvento di Francesco I lo portò all'altezza degli onori ed ebbe un ruolo importante nel sostenere il matrimonio del re con Claudia di Francia. In riconoscimento dei suoi servizi, Francesco I lo nominò barone di Alluye e gli donò i fondi necessari per completare Bury. Partecipò alla guerra d'Italia e fu presente alle udienze del re nel campo di Marignano.
Esaurito dalle fatiche di questa vita movimentata, si ammalò e, nel 1521, dimise parte delle sue funzioni in favore di suo figlio François, figlioccio del re.
Morì a Parigi nel novembre 1527 e Francesco I fece realizzare un funerale importante, secondo la moda del tempo; l'elogio pronunciato in presenza del re e della regina, poi il corpo venne trasportato a Blois su un carro "preceduto un centinaio di torce fiammeggianti alle armi del defunto." La sepoltura avvenne nella cappella di Alluye, nella chiesa Saint-Honoré di Blois. Clément Marot scrisse per lui un lamento di 400 versi, che rimane una delle poesie più rivelatrici e importanti del suo lavoro.
L'inventario dei suoi beni fu redatto nel 1532 a Bury; l'elenco venne compilato dalla vedova Michèle Gaillard de Longjumeau, che aveva sposato nel 1502, e comprendeva innumerevoli regali, gioielli, oggetti d'arte offerti in occasione delle sue missioni.
Aveva sposato, ad Amboise, Michèle Gaillard de Longjumeau, molto più giovane di lui, figlia del tesoriere delle finanze Michel I Gaillard Longjumeau, che gli diede otto figli, il cui destino fu abbastanza movimentato.